# 칠서면
칠서면(漆西面)는 대한민국 경상남도 함안군의 면이다.

## 연혁
칠서면은 옛 칠원군의 영역으로서 칠원군은 삼한시대에 변한의 접도국령으로서 칠토현이라 하였고, 그 후 신라 경덕왕 때 칠제현으로 의안군의 속령이 되었다. 고려시대 초에는 칠원현으로 개칭하고 고려 현종이 김주(현 김해)에 편입시켰다가 공양왕 때에 복구하였다. 조선시대에 이르러 칠원현으로 개칭하고, 그 후 현을 군으로 변경하여 1906년 칠원군을 폐하고 함안군과 합군이래 칠서면이라 개칭하여 오늘에 이르고 있다.
- 2007년 5월 1일 : 천계리(天界里)가 청계리(淸溪里)로 명칭 변경[2]

## 경제
1991년부터 계내리, 대치리 일대에 칠서산업단지가 개발되어, 90개 업체가 입주해 있다. 칠서 나들목 진출로에도 "칠서공단"을 병기하고 있다.
칠서면에는 함안군과 창원시 일대에 깨끗한 물을 공급할 수 있는 정수장이 있다.
범한자동차의 반조립 공장이 대치리에 있다.

## 관광
무릉리에 조선의 유학자인 주세붕의 유품과 영정을 모신 무산사가 있다.
대치리에는 공룡발자국화석이 있다.

## 행정 구역
- 태곡리(泰谷里)
- 계내리(溪內里)
- 대치리(大峙里)
- 청계리(淸溪里)
- 회산리(會山里)
- 구포리(龜浦里)
- 무릉리(武陵里)
- 이룡리(二龍里)
- 용성리(龍城里)

## 교육
- 칠서초등학교
- 칠성중학교
- 칠원중학교
- 칠원고등학교